# Karl Foitek

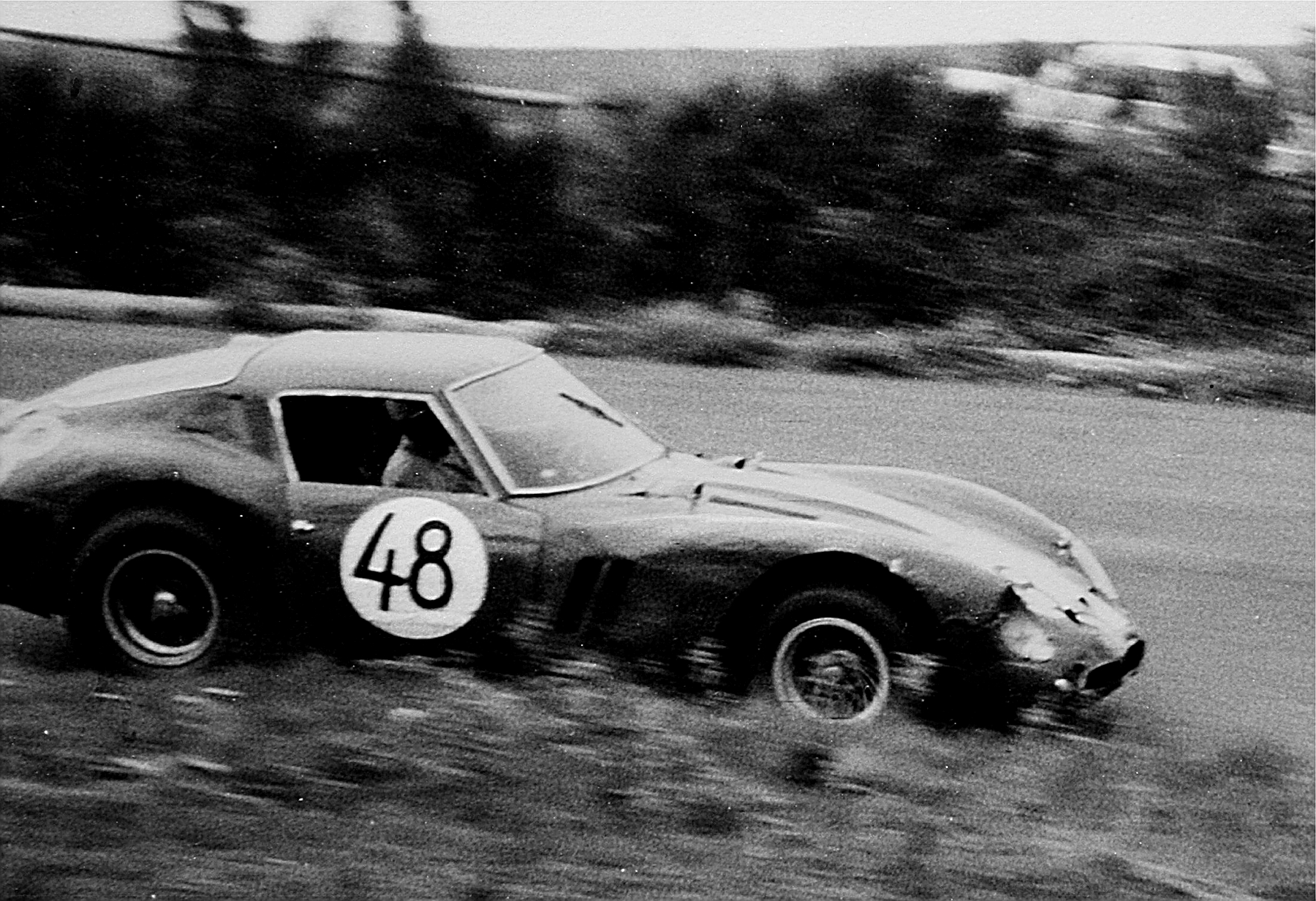
Der Ferrari 250 GTO von Kalman von Csazy und Karl Foitek beim 1000-km-Rennen auf dem Nürburgring 1963

Karl Foitek (* 28. April 1931 in Oberndorf an der Melk; † 1. Januar 2019 in Zürich) war ein österreichisch-schweizerischer Automobilrennfahrer und Unternehmer.

## Leben
Nach Abschluss der Schule 1945 erlernte Karl Foitek den Beruf des Automechanikers in der Werkstatt seines Onkels. 1951 zog er nach Zürich und arbeitete dort unter anderem in der Werkstatt des Jaguar-Importeurs Emil Frey AG. Nachdem er 1956 erste Rennerfahrung sammeln konnte, machte er sich mit einer auf das Vorbereiten und Tunen von Alfa-Romeo-Fahrzeugen spezialisierten Werkstatt selbstständig.
1962 eröffnete Foitek zusammen mit seiner Frau Sonja die Garage Foitek in Zürich an der Brauerstrasse. Sie übernahmen die Vertretung der Marken Alfa Romeo, Jaguar und Lotus, später kamen Ferrari, Lamborghini und Maserati hinzu. Im Unternehmen arbeiteten drei seiner fünf Kinder, die Söhne Gregor, Reto und Frank. 2004 verkaufte Karl Foitek das Unternehmen.
Am Neujahrstag 2019 erlag Karl Foitek im Alter von 87 Jahren in der Zürcher Klinik Hirslanden einem Krebsleiden.

## Motorsport
Nach ersten Versuchen mit einem Austin-Healey gewann Karl Foitek 1957 das Schauinsland-Bergrennen auf einem Alfa Romeo Giulietta Sprint Veloce. In den Folgejahren gelangen ihm weitere Klassen- und Gesamtsiege bei nationalen und internationalen Rennveranstaltungen. 1990 übernahm Foitek zusammen mit dem Automobilhersteller Peter Monteverdi das britische Formel-1-Team Onyx, das bis August 1990 mit Gregor Foitek als Fahrer in der Formel-1-Weltmeisterschaft an den Start ging.

### Le-Mans-Ergebnisse
| Jahr | Team                   | Fahrzeug                           | Teamkollege      | Platzierung | Ausfallgrund |
| ---- | ---------------------- | ---------------------------------- | ---------------- | ----------- | ------------ |
| 1961 | Abarth                 | Fiat-Abarth 700S                   | Paul Condrillier | Ausfall     | Kupplung     |
| 1962 | Scuderia Sant Ambroeus | Alfa Romeo Giulietta Sprint Zagato | Riccardo Ricci   | Ausfall     | Kupplung     |
| 1963 | Scuderia Filipinetti   | Alfa Romeo Giulietta Sprint Zagato | Armand Schäfer   | Ausfall     | Ventiltrieb  |

### Sebring-Ergebnisse
| Jahr | Team                  | Fahrzeug    | Teamkollege | Platzierung | Ausfallgrund |
| ---- | --------------------- | ----------- | ----------- | ----------- | ------------ |
| 1968 | Valvoline Oil Company | Porsche 910 | Rudi Lins   | Ausfall     | Unfall       |

### Einzelergebnisse in der Sportwagen-Weltmeisterschaft
| Saison | Team                                              | Rennwagen                                        | 1   | 2   | 3   | 4   | 5   | 6   | 7   | 8   | 9   | 10  | 11  | 12  | 13  | 14  | 15  | 16  | 17  | 18  | 19  | 20  | 21  | 22  |
| ------ | ------------------------------------------------- | ------------------------------------------------ | --- | --- | --- | --- | --- | --- | --- | --- | --- | --- | --- | --- | --- | --- | --- | --- | --- | --- | --- | --- | --- | --- |
| 1957   | Karl Foitek                                       | Alfa Romeo Giulietta SV                          | BUA | SEB | MIM | NÜR | LEM | KRI | CAR |     |     |     |     |     |     |     |     |     |     |     |     |     |     |     |
| 1957   | Karl Foitek                                       | Alfa Romeo Giulietta SV                          | 35  |     |     |     |     |     |     |     |     |     |     |     |     |     |     |     |     |     |     |     |     |     |
| 1958   | Karl Foitek                                       | Alfa Romeo Giulietta SV                          | BUA | SEB | TAR | NÜR | LEM | RTT |     |     |     |     |     |     |     |     |     |     |     |     |     |     |     |     |
| 1958   | Karl Foitek                                       | Alfa Romeo Giulietta SV                          | DNF |     |     |     |     |     |     |     |     |     |     |     |     |     |     |     |     |     |     |     |     |     |
| 1959   | Edgar Berney                                      | Alfa Romeo Giulietta SV                          | SEB | TAR | NÜR | LEM | RTT |     |     |     |     |     |     |     |     |     |     |     |     |     |     |     |     |     |
| 1959   | Edgar Berney                                      | Alfa Romeo Giulietta SV                          | DNF |     |     |     |     |     |     |     |     |     |     |     |     |     |     |     |     |     |     |     |     |     |
| 1961   | Abarth                                            | Fiat-Abarth 700                                  | SEB | TAR | NÜR | LEM | PES |     |     |     |     |     |     |     |     |     |     |     |     |     |     |     |     |     |
| 1961   | Abarth                                            | Fiat-Abarth 700                                  | DNF |     |     |     |     |     |     |     |     |     |     |     |     |     |     |     |     |     |     |     |     |     |
| 1962   | Karl Foitek Scuderia St. Ambroeus                 | Alfa Romeo Giulietta SV                          | DAY | SEB | SEB | MAI | TAR | BER | NÜR | LEM | TAV | CCA | RTT | NÜR | BRI | BRI | PAR |     |     |     |     |     |     |     |
| 1962   | Karl Foitek Scuderia St. Ambroeus                 | Alfa Romeo Giulietta SV                          |     |     |     |     |     |     | DNF | DNF | 19  |     |     |     |     |     |     |     |     |     |     |     |     |     |
| 1963   | Kalman von Csazy Scuderia Filipinetti Karl Foitek | Ferrari 250 GTO Alfa Romeo Giulietta SV Lotus 23 | DAY | SEB | SEB | TAR | SPA | MAI | NÜR | CON | ROS | LEM | MON | WIS | TAV | FRE | CCE | RTT | OVI | NÜR | MON | MON | TDF | BRI |
| 1963   | Kalman von Csazy Scuderia Filipinetti Karl Foitek | Ferrari 250 GTO Alfa Romeo Giulietta SV Lotus 23 |     |     |     |     |     |     | 30  |     |     | DNF |     |     |     | 17  |     |     | 7   |     |     |     |     |     |
| 1964   | Squadra Foitek Karl Foitek                        | Alfa Romeo Giulietta SZ Lotus 23 Alfa Romeo TZ   | DAY | SEB | TAR | MON | SPA | CON | NÜR | ROS | LEM | REI | FRE | CCE | RTT | SIM | NÜR | MON | TDF | BRI | BRI | PAR |     |     |
| 1964   | Squadra Foitek Karl Foitek                        | Alfa Romeo Giulietta SZ Lotus 23 Alfa Romeo TZ   |     |     |     |     |     |     | DNF | 4   |     |     | 11  |     |     | 16  |     |     |     |     |     | 15  |     |     |
| 1965   | Karl Foitek                                       | Lotus Elan                                       | DAY | SEB | BOL | MON | MON | RTT | TAR | SPA | NÜR | MUG | ROS | LEM | REI | BOZ | FRE | CCE | OVI | NÜR | BRI | BRI |     |     |
| 1965   | Karl Foitek                                       | Lotus Elan                                       |     |     |     |     |     |     |     |     |     |     | 15  |     |     |     | 9   |     |     |     |     |     |     |     |
| 1966   | Karl Foitek                                       | Lotus Elan                                       | DAY | SEB | MON | TAR | SPA | NÜR | LEM | MUG | CCE | HOK | SIM | NÜR | ZEL |     |     |     |     |     |     |     |     |     |
| 1966   | Karl Foitek                                       | Lotus Elan                                       |     |     |     |     |     |     |     | 13  |     |     |     |     |     |     |     |     |     |     |     |     |     |     |
| 1967   | Karl Foitek                                       | Lotus Elan                                       | DAY | SEB | MON | SPA | TAR | NÜR | LEM | HOK | MUG | BRH | CCE | ZEL | OVI | NÜR |     |     |     |     |     |     |     |     |
| 1967   | Karl Foitek                                       | Lotus Elan                                       |     |     |     |     |     |     |     |     |     | 12  |     |     |     |     |     |     |     |     |     |     |     |     |
| 1968   | Valvoline Oil Company                             | Porsche 910                                      | DAY | SEB | BRH | MON | TAR | NÜR | SPA | WAT | ZEL | LEM |     |     |     |     |     |     |     |     |     |     |     |     |
| 1968   | Valvoline Oil Company                             | Porsche 910                                      |     | DNF | 9   |     |     |     |     |     |     |     |     |     |     |     |     |     |     |     |     |     |     |     |